# Richard Carapaz
Richard Antonio Carapaz Montenegro (El Carmelo, Tulcán, Carchi, 29 de maio de 1993) é um ciclista profissional equatoriano que compete com a equipa EF-Education-EasyPost.
Em 2019, com sua vitória no Giro d'Italia, converteu-se no primeiro ciclista equatoriano, e terceiro latinoamericano, em ganhar uma Grande Volta por trás dos colombianos Luis Herrera e Nairo Quintana.
Em novembro de 2020 converteu-se no primeiro equatoriano em subir ao pódio da Volta a Espanha, depois de finalizar em segunda posição.
Em julho de 2021 participou no Tour de France, ficando em terceira posição. Sendo assim o primeiro equatoriano e quinto latinoamericano em entrar ao pódio. Venceu a medalha de ouro olímpica em Tóqui 2020, ao ganhar a prova de estrada.
Entra no grupo dos vinte ciclistas que têm conseguido atingir pelo menos um pódio na cada uma das três Grandes Voltas, segundo latinoamericano.

## Biografia
Richard Carapaz é um ciclista carchense, nascido a 29 de maio de 1993 na comunidade A Praia Alta, parroquia O Carmelo, cantão Tulcán (conhecida como a capital do ciclismo equatoriano). Começou a praticar ciclismo aos 15 anos de idade, graças a que o ex-ciclista equatoriano Juan Carlos Rosero se dedicou a caçar futuros talentos do ciclismo, especialmente nas áreas rurais das províncias de Carchi e Sucumbíos. Com a ajuda de seu primeiro treinador e outras exglorias do ciclismo equatoriano conseguiu perfilar-se como um dos melhores ciclistas e em 2013 ganhou o Campeonato Pan-Americano em Estrada na categoria sub-23. Em 2015 emigrou a Colômbia, onde permaneceu um ano para depois dar o salto a Europa.

## Trajectória

### 2008 a 2014: Primeiros anos de ciclismo.
Começou sua corrida profissional aos 15 anos de idade, na equipa amador Panavial-Coraje Carchense (hoje Coraje Carchense), em seus inícios treinou-se com ex-glórias do ciclismo carchense e equatoriano como Juan Carlos Rosero e Paulo Caicedo. Em 2013 correu para  a equipa equatoriano RPM Team, onde foi o melhor na categoria sub-23 da Volta à Guatemala e o ganhador no Campeonato Pan-Americano em Estrada sub-23.

### 2015: Explosão na Volta à Juventude da Colômbia.

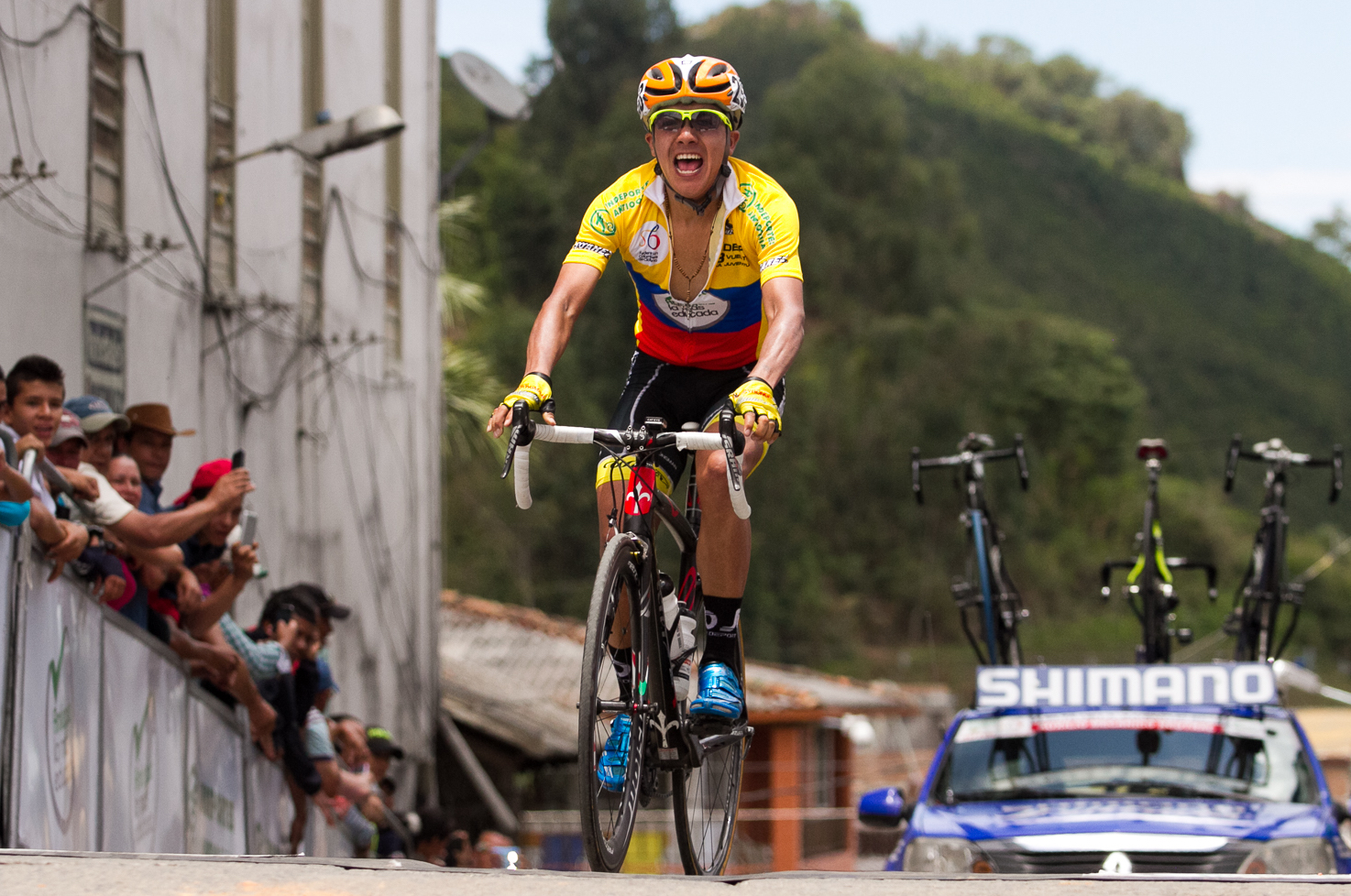
Richard Carapaz ao final da quarta etapa da Volta da Juventude 2015.

Na temporada de 2015 transladou-se a Colômbia. Onde correu para a equipa Strongman-Campagnolo. Ali converteu-se no primeiro estrangeiro em ganhar a Volta da Juventude da Colômbia, além de ganhar uma etapa no tradicional Clássico RCN.

### 2016 a 2017: Salto a Europa, Movistar e primeira participação em Volta a Espanha.
Depois de uma grande temporada em Colômbia teve ofertas de contratos fixos em equipas colombianas, mas seu desempenho desportivo também chamou a atenção de equipas europeias. Uma das ofertas foi ir a prova três meses à equipa espanhola Lizarte, com o qual conseguiria em 2016 sua primeira vitória em terras europeias ao se adjudicar a Volta a Navarra, sendo também a primeira vitória de um ciclista equatoriano em Europa e o primeiro que ganha uma etapa numa corrida europeia, ao ter ganhado também uma etapa nesta mesma Volta a Navarra.
Em 2017 iniciou-se na equipa de provas de sua anterior equipa Movistar Team. Onde atingiu o segundo lugar na tradicional Route du Sud. Também teve a oportunidade de ser o primeiro equatoriano em competir numa das três Grandes Voltas, participando na edição 2017 da Volta a Espanha, onde foi protagonista de uma tentativa de fuga numa etapa de montanha.

#### Expulsão nos Jogos Bolivarianos 2017.
Foi expulso da selecção equatoriana, junto a dois ciclistas mais, durante os Jogos Bolivarianos de 2017 por supostamente ter-se embriagado no dia da inauguração do torneio, além de cometer várias faltas disciplinarias relacionadas com o álcool. Após o acontecimento os três ciclistas implicados desculparam-se publicamente e indicaram que ao não ser recebidos pelos dirigentes desportivos a seu chegada a Santa Marta, foram a um restaurante e acompanharam a comida com uma cerveja.

### 2018: Primeira etapa numa das Grandes Voltas
Na temporada de 2018 começou adjudicando-se a Volta às Astúrias, para depois converter-se no primeiro equatoriano em ganhar uma etapa numa Grande Volta e em vestir a t-shirt branca de melhor jovem no Giro d'Italia, mérito mantido durante 8 etapas; e na classificação geral localizou-se na quarta posição, a 47 segundos do pódio. Também registou sua segunda participação na Volta a Espanha edição 2018 e sua primeira participação no Mundial de Ciclismo em Estrada desse ano.

### 2019: Histórico vencedor do Giro de Itália
Em abril de 2019 conseguiu defender com sucesso a Volta às Astúrias conseguida em 2018. No Giro d'Italia de 2019 ganhou duas etapas, adjudicando-se a t-shirt de líder ao termo da 14.ª etapa. a 2 de junho de 2019, consagrou-se como campeão do Giro d'Italia, convertendo-se assim no primeiro equatoriano, e segundo latinoamericano —depois do colombiano Nairo Quintana—, em conseguir este título. Ademais, converteu-se no latinoamericano com mais dias consecutivos (8) vestindo a t-shirt de líder.
Ao finalizar a temporada, pese a ser um dos favoritos para se levar a Volta a Espanha de 2019, sofreu uma dura queda durante uma concorrência em Países Baixos, o qual o privou de disputar sua segunda grande volta do ano.

### 2020: Nova temporada, nova equipa
a 2 de setembro de 2019 o Team INEOS fez oficial seu contrato para as seguintes três temporadas desde 2020. Por decisão da sua equipa, quem estava a prepará-lo para defender o título do Giro de Itália, devido ao baixo desempenho dos seus corredores estrelas Chris Froome e Geraint Thomas, nesse mesmo ano participa pela primeira vez do Tour de France como gregario do colombiano Egan Bernal, campeão da ronda gala no ano anterior, sendo assim o primeiro ciclista equatoriano que participa da prestigiosa corrida.
a 17 de setembro, na etapa 18 do Tour de France, depois de três dias de destacada atuação, Carapaz conseguiu pôr-se a t-shirt de líder da montanha, sendo o primeiro equatoriano em conseguir tal distinção, ainda que na penúltima etapa perdeu-a a mãos de quem seria o campeão na geral, o esloveno Tadej Pogačar, terminando segundo nesta classificação.
Na Volta a Espanha chegou como chefe de fileiras do Ineos com o objectivo de ganhar a corrida, inclusive acima de Chris Froome que chegou ao apoiar como gregário, numa concorrência que se viu reduzida a 18 etapas como as três que se deviam correr nos Países Baixos foram canceladas por efeitos da pandemia de COVID-19 neste país. Durante toda a concorrência manteve um cara a cara pela general com o esloveno Primož Roglič do Jumbo-Visma, rotacionando entre eles dois a t-shirt vermelha de líder. Na etapa 17, a penúltima da rodada ibéria, esteve cerca de tirar-lhe a vermelha a Roglič, mas o inesperado empurre do Movistar na ascensão de La Covatilla, protagonizado por Enric Mas e Marc Soler, permitiram-lhe ao esloveno conservar a t-shirt de líder com 24 segundos de diferença, deixando ao final da concorrência a Carapaz com o segundo lugar da geral.

### 2021: Jogos Olímpicos de Tóquio
Ganhador da medalha de ouro na prova de rota masculina de ciclismo.

### 2023: Nova troca de equipe
Em agosto de 2022, Carapaz anuncia que correrá no ano que vem pela equipe EF Education-EasyPost. O contrato tem duração até 2025.

## Palmarés
| - 2013 - Campeonato Pan-Americano em Estrada sub-23 - 2015 - 1 etapa do Clássico RCN - Volta da Juventude da Colômbia - 2016 (como amador) - Volta a Navarra, mais 1 etapa - 2018 - Volta às Astúrias, mais 1 etapa - 1 etapa do Giro d'Italia - 2019 - Volta às Astúrias, mais 1 etapa - Giro d'Italia , mais 2 etapas | - 2020 - 1 etapa do Volta à Polónia - 2.º na Volta a Espanha - UCI America Tour - 2021 - Volta à Suíça, mais 1 etapa - 3.º no Tour de France - Campeonato Olímpico em Estrada - 2023 - Mercan'Tour Classic Alpes-Maritimes - 2024 - etapa Tour de France + Geral Montanha |

## Resultados

### Grandes Voltas
| Corrida | Corrida         | 2017 | 2018 | 2019 | 2020 | 2021 |
| ------- | --------------- | ---- | ---- | ---- | ---- | ---- |
|         | Giro d'Italia   | —    | 4.º  | 1.º  | —    | —    |
|         | Tour de France  | —    | —    | —    | 13.º | 3.º  |
|         | Volta a Espanha | 36.º | 18.º | —    | 2.º  | —    |

### Voltas menores
| Corrida | Corrida              | 2017 | 2018 | 2019 | 2020 | 2021 |
| ------- | -------------------- | ---- | ---- | ---- | ---- | ---- |
|         | Paris-Nice           | —    | 11.º | —    | —    | —    |
|         | Tirreno-Adriático    | —    | —    | 20.º | —    | —    |
|         | Volta à Catalunha    | —    | —    | 26.º | —    | 21.º |
|         | Volta ao País Basco  | —    | —    | —    | —    | 19.º |
|         | Volta à Romandia     | 38.º | —    | —    | —    | —    |
|         | Critério do Dauphiné | 44.º | —    | —    | —    | —    |
|         | Volta à Suíça        | —    | —    | —    | —    | 1.º  |
|         | Volta à Polónia      | —    | 12.º | —    | Ab.  |      |

### Clássicas e Campeonatos
| Corrida                | Corrida                | 2017            | 2018            | 2019            | 2020            | 2021 |
| ---------------------- | ---------------------- | --------------- | --------------- | --------------- | --------------- | ---- |
| Strade Bianche         | Strade Bianche         | 58.º            | —               | 62.º            | —               | —    |
| Flecha Brabanzona      | Flecha Brabanzona      | —               | —               | —               | —               | 31.º |
| Amstel Gold Race       | Amstel Gold Race       | —               | —               | —               | X               | 28.º |
| Flecha Valona          | Flecha Valona          | —               | —               | 53.º            | 9.º             | —    |
|                        | Liège-Bastogne-Liège   | —               | —               | —               | —               | Dês. |
|                        | Giro de Lombardia      | —               | —               | —               | 13.º            |      |
| JJ.OO. (Estrada)       | JJ.OO. (Estrada)       | Não se disputou | Não se disputou | Não se disputou | Não se disputou | 1.º  |
| Mundial em Estrada     | Mundial em Estrada     | —               | 71.º            | Ab.             | 22.º            |      |
| Equador em Estrada     | Equador em Estrada     | —               | —               | —               | —               | —    |
| Equador Contrarrelógio | Equador Contrarrelógio | —               | —               | —               | —               | —    |

—: Não participa
Ab.: Abandono
Dês.: Desclassificado

## Equipas
- Panavial-Coraje Carchense (2011-2013)
- RPM Equador  (2014)
- Strongman-Campagnolo (2015-03.2016)
  - Strongman Campagnolo Wilier (01.2016-03.2016)
- Lizarte  (04.2016-07.2016)
- Movistar Team (stagiaire) (08.2016-12.2016)
- Movistar Team (2017-2019)
- INEOS (2020-)
  - Team INEOS (01.2020-08.2020)
  - Ineos Grenadiers (08.2020-)